# Кяхтинський договір (1792)

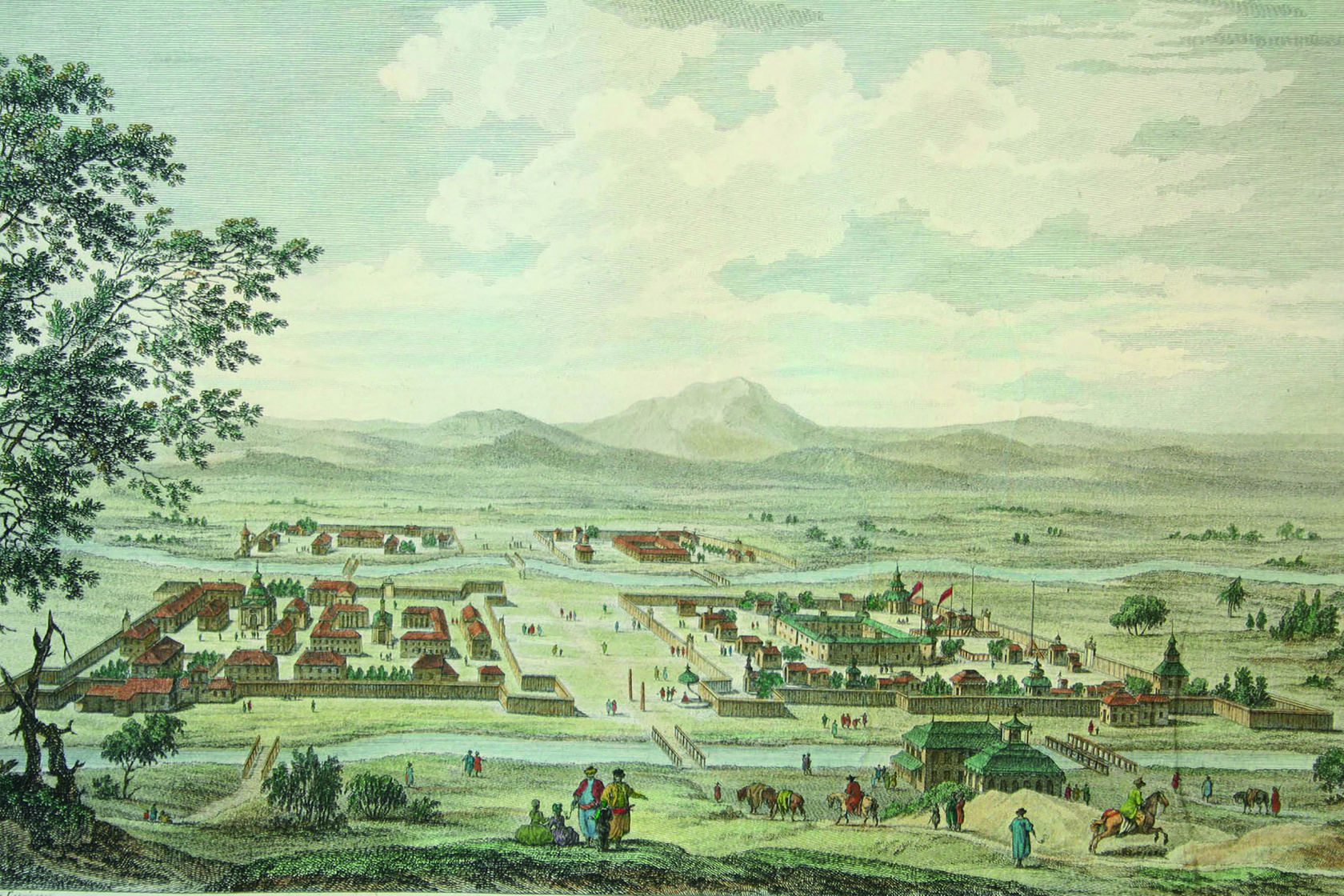
Кяхта у 1780-і роки

Договір у місті Кяхті (кит. спр. 恰克图市约) — міжнародний акт про порядок російсько-китайської торгівлі через Кяхту та прикордонний режим, підписаний між Російською та Цинською імперіями 8 лютого 1792 року.
Відповідно до Кяхтінського договору 1727 між Росією і цинським Китаєм була відкрита безмитна торгівля в Кяхті і Цурухайтуї. Починаючи з середини XVIII століття кяхтінська торгівля почала давати Росії величезні прибутки у вигляді митних зборів, які у кілька разів перевищували доходи від казенних караванів.
Проте, її було перервано через т. зв. «Справи про пограбування китайського купця»: в 1782 група бурятів, які проживали на російській стороні кордону, здійснила набіг через кордон і пограбувала китайського купця. Діставшись Урги, той подав скаргу, і в ході тривалого розслідування до 1784 китайська сторона встановила всіх учасників пограбування. Заарештувавши тих із них, хто проживав на цинській стороні, чиновники передали російській владі вимогу заарештувати співучасників з російського боку, і якщо підтвердиться їхня участь у пограбуванні — їх стратити. У вересні 1784 року на кордоні відбулася зустріч представників двох країн, в результаті звірення свідчень була повністю встановлена вина всіх затриманих, проте російський майор Налабородін, посилаючись на скасування «натуральної» смертної кари, що діє в Росії з часів Єлизавети Петрівни, натомість засудив злочинців до биття батогом і заслання. Налабородін намагався переконати цинську сторону, що після такого покарання зазвичай помирають, але дзаргучі Юнлін завзято наполягав на строгому виконанні російсько-китайського договору, який вимагає страти, і наказав китайським купцям припинити торгівлю з російськими.
У листування були змушені вступити російський Сенат і цинський Ліфаньюань; Тим часом торгівля стояла, буряти та росіяни через припинення кяхтинської торгівлі відчували дефіцит у товарах та продуктах. Оскільки в результаті проведеного китайською стороною розслідування розкрилися величезні масштаби контрабандної торгівлі, то з цинської сторони були зроблені покарання відповідальних чиновників і посилена охорона кордону, і цинські караульні стали давати жорстку відсіч усім спробам бурятів щось купити на цинській стороні. Російська сторона також почала зміцнювати кордон, і протистояння затягнулося кілька років.
Тим часом заслані злочинці померли на засланні, а на кордоні внаслідок дрібних інцидентів виявлялися затриманими нові злочинці, з якими виникла та сама проблема зі смертною карою. Бачачи, що справа затягується, цинський амбань Сун Юнь, посилаючись на указ імператора Цяньлуна від 1784 року, що дозволяє заміну відсікання голови для росіян биттям батогом до смерті, в 1790 зібрав у Кяхті злочинців з обох боків і дозволив росіянам покарати злочинців батогом. Затриманий цинською владою російськопідданий бурят Дабадай, який звинувачувався у найтяжчих злочинах, був прив'язаний до стовпа і після трьох сотень ударів батогом помер; потім подібним чином було вирішено низку інших справ із затриманими російськопідданими бурятами. Однак у Пекіні, дізнавшись про ініціативу Сун Юня, розлютилися, і він був знижений на посаді.
Лише після отримання офіційної відповіді з російського Сенату з приводу «справи про пограбування китайського купця» цинська сторона визнала інцидент вичерпаним, проте тут стався ще один інцидент: цинський підданий лама Самайрін заявив, що, заблукавши, потрапив у кочівлю казахів, а ті продали його в рабство в Росію, де губернатор російського міста Оромдоо передав йому лист із сургучною печаткою для торгоутського князя, в якому говорилося, що росіяни мають намір відвоювати торгоутів у Цинів. У квітні 1791 року цього листа було відправлено цинською владою до російського Сенату з вимогою пояснити його зміст. Російські чиновники в Кяхті та Іркутську запевнили цинських представників, що справа явно сфальшована, оскільки в Росії немає міста з назвою «Оромдоо». Російський Сенат пізніше повідомив цинській владі, що лист явно підроблений: на сургучному друку відтиснута звичайна монета з гербом Російської імперії, а сам лист написано з грубими помилками, що викривають підробку. У процесі розслідування справи цинською стороною Самайрін зізнався, що написав листа сам, боячись покарання за незаконний перехід кордону і перебування без дозволу цинської влади на російській території.
Сун Юнь був відновлений на посаді та запросив іркутського намісника приїхати до Кяхти на початку весни для переговорів. 8 лютого 1792 року іркутський намісник Людвіг Нагель з російської сторони та Сун Юнь з цинської сторони підписали міжнародний акт маньчжурською, монгольською та російською мовами, відповідно до якого відновлювалася торгівля в Кяхті. Тепер не потрібно обов'язкової присутності чиновників іншої сторони при покаранні спійманих злочинців іншої країни, а також дозволялося карати злочинців за своїми законами.
Підписання договору дало різкий поштовх до зростання товарообігу в Кяхті: за період з 1792 по 1800 роки він збільшився майже на 70 %.